# Mundialito de Clubes de Fútbol Playa de 2015
El Mundialito de Clubes de Fútbol Playa 2015 fue la IV edición del torneo. Se disputó en Río de Janeiro, Brasil, del 9 al 13 de diciembre. El equipo español Barcelona se proclamó campeón del torneo por primera vez en la historia del evento.

## Equipos participantes
En cursiva, los equipos debutantes en el Mundialito de Clubes de Fútbol Playa.
| Equipos participantes | Equipos participantes | Equipos participantes | Equipos participantes |
| --------------------- | --------------------- | --------------------- | --------------------- |
| Al-Ahli               | Corinthians           | Fluminense            | Sporting de Lisboa    |
| Barcelona             | Flamengo              | Levante               | Vasco da Gama         |

## Sistema de competición
- En la primera fase, los ocho equipos participantes se encuentran divididos en dos grupos de cuatro integrantes. Juegan todos contra todos y los que ocuparon las primeras dos posiciones pasan a la segunda fase.
- En la segunda fase, los cuatro equipos clasificados van emparejados y juegan a eliminación directa para definir el campeón y también el tercer puesto.

## Resultados

### Primera fase

#### Grupo A
| Equipo        | Pts. | PJ | PG | PG+ | PP | GF | GC | Dif. |
| ------------- | ---- | -- | -- | --- | -- | -- | -- | ---- |
| Vasco da Gama | 9    | 3  | 3  | 0   | 0  | 16 | 7  | +9   |
| Fluminense    | 6    | 3  | 2  | 0   | 1  | 11 | 8  | +3   |
| Corinthians   | 3    | 3  | 1  | 0   | 2  | 14 | 17 | -3   |
| Flamengo      | 3    | 3  | 0  | 0   | 3  | 8  | 17 | -9   |

| Fecha           | Lugar          | Local         | Resultado | Visitante     |
| --------------- | -------------- | ------------- | --------- | ------------- |
| 9 de diciembre  | Río de Janeiro | Fluminense    | 7–2       | Corinthians   |
| 9 de diciembre  | Río de Janeiro | Flamengo      | 3–5       | Vasco da Gama |
| 10 de diciembre | Río de Janeiro | Corinthians   | 3–6       | Vasco da Gama |
| 10 de diciembre | Río de Janeiro | Flamengo      | 1–3       | Fluminense    |
| 11 de diciembre | Río de Janeiro | Vasco da Gama | 5–1       | Fluminense    |
| 11 de diciembre | Río de Janeiro | Corinthians   | 9–4       | Flamengo      |

#### Grupo B
| Equipo             | Pts. | PJ | PG | PG+ | PP | GF | GC | Dif. |
| ------------------ | ---- | -- | -- | --- | -- | -- | -- | ---- |
| Barcelona          | 8    | 3  | 2  | 1   | 0  | 15 | 11 | +4   |
| Al-Ahli            | 6    | 3  | 2  | 0   | 1  | 16 | 12 | +4   |
| Sporting de Lisboa | 3    | 3  | 1  | 0   | 2  | 18 | 20 | -2   |
| Levante            | 0    | 3  | 0  | 0   | 3  | 12 | 18 | -6   |

| Fecha           | Lugar          | Local              | Resultado   | Visitante          |
| --------------- | -------------- | ------------------ | ----------- | ------------------ |
| 9 de diciembre  | Río de Janeiro | Sporting de Lisboa | 4–6         | Al-Ahli            |
| 9 de diciembre  | Río de Janeiro | Levante            | 2–3 (a.e.t) | Barcelona          |
| 10 de diciembre | Río de Janeiro | Sporting de Lisboa | 8–6         | Levante            |
| 10 de diciembre | Río de Janeiro | Barcelona          | 4-3         | Al-Ahli            |
| 11 de diciembre | Río de Janeiro | Al-Ahli            | 7-4         | Levante            |
| 11 de diciembre | Río de Janeiro | Barcelona          | 8–6         | Sporting de Lisboa |

### Segunda fase

#### Semifinales
| Fecha           | Lugar          | Local         | Resultado  | Visitante  |
| --------------- | -------------- | ------------- | ---------- | ---------- |
| 12 de diciembre | Río de Janeiro | Barcelona     | 3:2 (pro.) | Al Ahli    |
| 12 de diciembre | Río de Janeiro | Vasco da Gama | 5:2        | Fluminense |

#### Disputa del tercer lugar
| Fecha           | Lugar          | Local   | Resultado      | Visitante  |
| --------------- | -------------- | ------- | -------------- | ---------- |
| 13 de diciembre | Río de Janeiro | Al Ahli | 4:4 (3-2 pen.) | Fluminense |

#### Final
| Fecha           | Lugar          | Local         | Resultado      | Visitante |
| --------------- | -------------- | ------------- | -------------- | --------- |
| 13 de diciembre | Río de Janeiro | Vasco da Gama | 4:4 (2-3 pen.) | Barcelona |

#### Campeón
| Bandera de España           |
| Campeón Barcelona 1° título |